# グーフィーのターザン
『グーフィーのターザン』（原題：Frank Duck Brings'em Back Alive）は、ウォルト・ディズニー・プロダクション（現：ウォルト・ディズニー・カンパニー）が製作した1946年11月1日公開のアニメーション短編映画作品。
ドナルドダック・シリーズの第66作、ドナルド&グーフィー・シリーズの第5作である。
なお、邦題ではターザンのパロディのようなタイトルにされているが、英題は猛獣の捕獲で知られるフランク・バック（Frank Buck）のドキュメンタリー映画『Bring 'Em Back Alive (film)』のパロディになっている。

## あらすじ
とあるジャングルでターザンのグーフィーは今日も気ままに蔓を使って、優雅に遊んでいた。ある日、川の方から不思議な音が聞こえてきた。音の主はモーターボートでジャングルの奥に入ってきた冒険家フランク・ダックのドナルドであった。彼はある目的のためにこの地へと足を踏み入れたのである。その目的とは、ターザンを生け捕りにすることであった。

## スタッフ
- 製作：ウォルト・ディズニー
- 監督：ジャック・ハンナ
- 音楽：オリバー・ウォレス

## キャスト
| キャラクター   | 原語版               | 旧吹き替え版 | 新吹き替え版 |
| -------------- | -------------------- | ------------ | ------------ |
| ドナルドダック | クラレンス・ナッシュ | 関時男       | 山寺宏一     |
| グーフィー     | ピント・コルヴィッグ | 小山武宏     | 島香裕       |
| ナレーター     | -                    | 土井美加     | -            |

## 日本での公開

### 収録
- 『夢と魔法の宝石箱 とびだせグーフィー』（VHS、バンダイ・ホームビデオ、旧吹き替え版）
- 『ドナルド・クロニクル Vol.2 限定保存版』（DVD、ブエナ・ビスタ・ホーム・エンターテイメント、新吹き替え版）
- 『夢と魔法の宝石箱 ミッキーのジャングル探検』（VHS、ブエナ・ビスタ・ホーム・エンターテイメント、新吹き替え版)